# Sophona leucoteles
Sophona leucoteles is een vlinder uit de familie wespvlinders (Sesiidae), onderfamilie Tinthiinae.
Sophona leucoteles is voor het eerst wetenschappelijk beschreven door Clarke in 1962. De soort komt voor in het Neotropisch gebied.